# David Pearson (squash)
Pour les articles homonymes, voir Pearson et David Pearson.
David Pearson, né le 10 juin 1959 à Kendal, est un joueur professionnel de squash représentant l'Angleterre. Il atteint en mai 1984 la 82e place mondiale sur le circuit international, son meilleur classement.
Après sa carrière de joueur, il commence à travailler comme entraîneur de squash. Il est entraîneur national anglais de 1995 à 2010 et  entraîne plusieurs champions du monde, dont Nick Matthew et Laura Massaro.

## Palmarès

### Titres
- Championnats d'Europe par équipes : 5 titres (1977, 1981, 1984−1986)